# Арима, Ко
Ко Арима (яп. 有馬 洪 Арима Ко,  род. 22 августа 1917) — японский футболист, тренер и фармацевт; полузащитник, выступавший за Токийский университет, Санкё Фармацевтикал и национальную сборную Японии. Бронзовый призёр Азиатских игр 1951 года.

## Биография
Ко получил школьное образование в старшей школе Урава, где он также начал играть в футбол. В 1937—1941 годах Ко проходил обучение в фармацевтическом отделении медицинского факультета Токийского университета, параллельно выступая за студенческую футбольную команду. После окончания Второй мировой войны Ко вернулся в футбол, снова став игроком Токийского университета. В составе этого коллектива он выиграл Кубок Императора 1946 года. 
В марте 1947 года Ко устроился на работу в фармацевтическую компанию Санкё Фармацевтикал (предшественницу Daiichi Sankyo) и стал выступать за одноимённую футбольную команду. В том же году он начал тренерскую деятельность, возглавив команду Токийского университета. Сезон-1949 он провёл в качестве играющего тренера студенческого коллектива и во второй раз выиграл Кубок Императора. В 1950 году Ко снова начал играть за команду фармацевтов, параллельно тренируя футбольный клуб Токийского университета. В 1951 году он был вызван в национальную сборную Японии на Азиатские игры 1951 года. Ко дебютировал за национальную команду 7 марта 1951 года в матче против сборной Ирана. Он принял участие во всех трёх встречах турнира, став его бронзовым призёром. Ко выступал за Санкё Фармацевтикал до 1952 года. В 1954 году он оставил пост главного тренера Токийского университета и ушёл из футбола.
В мае 1972 года Ко вошёл в совет директоров Санкё Фармацевтикал. В июне 1978 года он стал исполнительным директором компании, а в июне 1982 года — аудитором. В начале 1990 года Ко оставил эту должность.

## Статистика выступлений за сборную Японии
| Матчи и голы Аримы за сборную Японии | Матчи и голы Аримы за сборную Японии | Матчи и голы Аримы за сборную Японии | Матчи и голы Аримы за сборную Японии | Матчи и голы Аримы за сборную Японии | Матчи и голы Аримы за сборную Японии |
| №                                    | Дата                                 | Оппонент                             | Счёт                                 | Голы Аримы                           | Соревнование                         |
| ------------------------------------ | ------------------------------------ | ------------------------------------ | ------------------------------------ | ------------------------------------ | ------------------------------------ |
| 1                                    | 7 марта 1951                         | Иран                                 | 0:0                                  | -                                    | Азиатские игры 1951                  |
| 2                                    | 8 марта 1951                         | Иран                                 | 2:3                                  | -                                    | Азиатские игры 1951                  |
| 3                                    | 9 марта 1951                         | Афганистан                           | 2:0                                  | -                                    | Азиатские игры 1951                  |

Итого: 3 матча / 0 голов; 1 победа, 1 ничья, 1 поражение.

## Достижения

### Командные
«Токийский университет»
- Обладатель Кубка императора (2): 1946, 1949

 Сборная Японии
- Бронзовый призёр Азиатских игр (1): 1951